# Hydropsyche indica
Hydropsyche indica is een schietmot uit de familie Hydropsychidae. De soort komt voor in het Oriëntaals gebied.